# Wydział Nauk Społecznych Uniwersytetu SWPS
Wydział Nauk Społecznych Uniwersytetu SWPS – jeden z 4 warszawskich wydziałów Uniwersytetu SWPS. Został utworzony w 2001 roku (jako Wydział Nauk Humanistycznych i Społecznych w Warszawie). Reprezentuje trzy dyscypliny naukowe: nauki o zarządzaniu i jakości, nauki socjologiczne oraz nauki o polityce i administracji. Dziekanem wydziału jest dr hab. Katarzyna Januszkiewicz, prof. Uniwersytetu SWPS.

## Działalność dydaktyczna
Wydział prowadzi interdyscyplinarne studia I i II stopnia z zakresu nauk społecznych w obszarach zarządzania, zarządzania zasobami ludzkimi, zarządzania i przywództwa życia publicznego oraz dziennikarstwa i komunikacji społecznej.
Kierunek zarządzanie i przywództwo (Management and Leadership) posiada certyfikat „Journey to Changemaker Certificate”, przyznawany przez międzynarodową fundację Ashoka. W 2024 roku Wydział Nauk Społecznych w Warszawie Uniwersytetu SWPS dołączył do stowarzyszenia CEEMAN.

## Kierownictwo Wydziału
- Dziekan – dr hab. Katarzyna Januszkiewicz, prof. Uniwersytetu SWPS
- Prodziekan ds. dydaktycznych – dr hab., prof. Uniwersytetu SWPS Marta Żerkowska-Balas
- Prodziekan ds. studenckich – dr Agnieszka Golińska

## Struktura[1]
- Katedra Studiów Społecznych
- Katedra Zarządzania

## Siedziba
Wydział mieści się w gmachu dawnej Fabryki Aparatów Elektrycznych Kazimierz Szpotańskiego przy ul. Chodakowskiej 19/31 na Kamionku.